# Josef Humplik

Steinzeugrelief "Fenster ins Leben" in der Schwenkgasse 54–60, Ecke Hasenhutgasse

Josef Humplik (* 17. August 1888 in Wien, Österreich-Ungarn; † 5. April 1958 ebenda) war ein österreichischer Bildhauer, Maler, Medailleur und Grafiker.

## Leben
Josef Humplik besuchte 1902–1905 die keramische Fachschule in Znaim, dann die Wiener Kunstgewerbeschule (1905–1909) und die Akademie der bildenden Künste Wien (ab 1910). Er beschickte häufig Ausstellungen der Wiener Secession und des Hagenbundes, bei beiden Institutionen war er Mitglied und Funktionär.
Im Ersten Weltkrieg wurde Humplik Anfang des Jahres 1915 zur Artillerie eingezogen, er meldete sich aber im März 1915 freiwillig zu den k.u.k. Luftfahrtruppen. Bei einem Übungsflug stürzte er ab und überlebte verletzt. Humplik arbeitete weiter als Kriegsmaler an der Isonzo- und an der rumänischen Front. Im April 1918 wurde er als 30 % invalid eingestuft. Noch im Mai 1918 reichte Humplik ein Gesuch auf Aufnahme im k.u.k. Kriegspressequartier ein, welches jedoch nicht mehr erledigt wurde.
Nach dem Krieg spezialisierte sich Josef Humplik auf Porträtbüsten und schuf beispielsweise solche von Alban Berg, Ferdinand Ebner, Ludwig von Ficker, Jodok Fink, Anton Hanak, Georg Jahoda, Gustav Klimt, Karl Kraus, Arnold Schönberg, Anton Webern, und Grete Wiesenthal.
Humplik arbeitete fürs  Wiener Burgtheater und auch für die Porzellanmanufaktur Augarten. 1933 nahm er die Totenmaske von Adolf Loos ab.
1937 wurde Humplik der Professorentitel verliehen, 1931 der österreichische Staatspreis, 1932 die Staatspreismedaille, 1934 der Staatsehrenpreis. 1936 erhielt er in Berlin einen olympischen Anerkennungspreis, 1950 den Preis der Vereinigung österreichischer Industrieller und 1952 den Preis der Stadt Wien für Bildende Kunst.
Seit 1921 war Humplik mit der Lyrikerin und Künstlerin Hildegard Jone verheiratet.

## Politisches Leben
Josef Humplik suchte die Nähe der Politik. Im Dollfuß-Schuschnigg-Regime trat er der Vaterländischen Front bei. Gleichzeitig unterstützte er in der Verbotszeit, oder wie er es nannte „Kampfzeit“, die NSDAP und die SS mit Geld- und Sachspenden. Er war SS-Mitglied. Mit dem „Anschluss“ Österreichs wurde seine Aufnahme in die NSDAP sofort befürwortet. Bereits 1936 stellte Humplik mit anderen NS-affinen österreichischen Künstlern beim Kunstwettbewerb anlässlich der XI. Olympischen Spiele in Berlin aus und erzielte eine „ehrenvolle Anerkennung“. Dieser Wettbewerb bot die Möglichkeit, sich mit reichsdeutschen Künstlern zu messen. Humpliks prämiertes Werk „Der Läufer“ war dann unter anderem in der Jubiläumsausstellung des Künstlerhauses 1941/42 wieder zu sehen. Diese Ausstellung spielte eine zentrale Rolle in Schirachs Kulturpolitik, die Wien eine führende Rolle in einem faschistischen Europa zudachte. Humplik arbeitete unter anderem 1944 für den Reichsstatthalter von Niederdonau.

## Werke (Auszug)
- Abgestürzter feindlicher Flieger, 1919, Schwarze Kreide und Kohle auf Papier, 47,6×46 cm, Heeresgeschichtliches Museum, Wien
- Flucht, 1919, Schwarze Kreide und Kohle auf Papier, 47,6×46 cm, Heeresgeschichtliches Museum, Wien